# Zálogjog
A zálogjog korlátolt dologi jog, azon belül is értékjog (Wertrecht), amelynek célja egy követelés biztosítása a zálogjoggal megterhelt (lekötött) vagyontárgy értéke által. A zálogjog tehát dologi hitelbiztosíték. Zálogjogánál fogva a jogosult másokat megelőző sorrendben (rangsorban) kielégítést kereshet a lekötött vagyontárgyból. A zálogjog alapvetően járulékos jog, vagyis egy követelést biztosít és a zálogjogosult (hitelező) csak annyiban gyakorolhatja kielégítési jogát, amennyiben ténylegesen fennálló követelése van a zálogkötelezettel szemben. A zálogtárggyal való helytállás terjedelme tehát ahhoz a követeléshez igazodik, amelynek biztosítására szolgál.
Magyarországon a zálogjogot is érinti a Polgári törvénykönyvről    szóló 2013. évi V. törvény módosításáról szóló 2016. évi LXXVII. törvény.

## A zálogjogról általában
A zálogjog keletkezése szempontjából a zálogjog két fő fajtája az önkéntes (jogügylettel, a felek rendelkezésével alapított) zálogjog (pignus voluntarium) és a kényszerzálogjog (pignus necessarium). Utóbbira példa a végrehajtási zálogjog és a törvényi zálogjogok, például a bérbeadó zálogjoga a bérlő bérleménybe bevitt dolgain a bérleti díj megfizetésének biztosítékául. A hatályos magyar Ptk. (254. § (1) bekezdés) szerint zálogjog szerződés, jogszabály vagy bírósági és – ha jogszabály így rendelkezik – más hatósági határozat alapján keletkezhet. A bírósági határozat alapján keletkező zálogjog tipikusan az ún. végrehajtási zálogjogot jelentette a régi magyar jogban és számos mai jogrendszerben. A hatályos magyar végrehajtási jogszabályok azonban nem speciális zálogjognak, hanem sui generis jognak minősítik a végrehajtási jogot.
A zálogjog alapítása kivételesen tulajdonátszállást eredményezhet pénz és más helyettesíthető dolgok (például gabona) elzálogosítása esetén (ún. rendhagyó zálogjog, pignus irregulare), ha a felek megállapodása szerint nem ugyanazt a dolgot, hanem ugyanabból ugyanannyit kell visszaadni a zálogkötelezett részére, azaz a zálogjogosultat nem specifikus, hanem fajlagos kötelem terheli a zálogtárgy visszaszolgáltatása tekintetében. (A hatályos magyar jog kapcsán elhatárolási problémák adódnak az óvadék és a törvényben nem szabályozott rendhagyó zálogjog között.)

## Zálogjog a különböző jogrendszerekben

### Zálogjog a római jogban
A zálogjog a római jogban a biztosítéki tulajdonátruházásból (fiducia cum creditore contracta) alakult ki. A biztosítéki tulajdonátruházás („tulajdonzálog”) a zálogjog archaikus formája, amely még nélkülözte a később kialakult adósvédelmi szabályokat. A fiducia még nem zálogjog jogi értelemben, csupán gazdasági-funkcionális értelemben. A fiducia egyfelől egy dolog tulajdonjogának átruházásából, másfelől egy biztosítéki megállapodásból (pactum fiduciae) állt. Utóbbi alapján a hitelező arra vállalt kötelezettséget, hogy a megszerzett tulajdonjogot visszaruházza az adósra, ha az a zálogjoggal biztosított tartozást visszafizeti. A dolog visszaadását (a biztosított követelés megszűnése esetén) kezdetben csak a hitelező tisztessége, szótartása (fides) garantálta, később a praetor kötelmi jogi keresetet (actio fiduciae) adott az adósnak a dolog visszakövetelésére. A fiducia a klasszikus kor végére „elhalt”, Iustinianus kompilátorai „pignus”-ra javították (interpolálták) a klasszikus forrásokban zálogjogi vonatkozásban előforduló „fiducia” kifejezéseket.
A fiduciából kétfajta zálogjog alakult ki, aszerint, hogy kinek a birtokában volt a zálogjog fennállta alatt a zálogtárgy: a jogosult (hitelező) birtoklásával egybekötött kézizálogjog (pignus) és a kötelezett (adós) birtoklásával egybekötött jelzálogjog (jelképes zálogjog, hypotheca). Ezekben az esetekben tehát már nem volt szó tulajdonátruházásról, az adós csak a zálogtárgy tényleges vagy jelképes birtokát ruházta át a hitelezőre. A birtoklással nem járó hypotheca egyszerű szerződéssel volt alapítható, nélkülözött minden nyilvánosságot, nem zárta ki a többszörös elzálogosítást, úgy, hogy a későbbi hitelezőnek nem állt módjában meggyőződni arról, hogy a dolog nincs-e már zálogjoggal terhelve. A római jog még nem ismerte a jelzálogjog nyilvánosságát (és ezzel harmadik személyek védelmét) biztosító nyilvántartásokat, a hellenisztikus Egyiptom jogában ismert bibliothéké enkteseon  sem tekinthető mai értelemben vett ingatlan-nyilvántartásnak.
Már a római jogban lehetővé vált követelések, jogok, sőt dologösszesség, vagyon elzálogosítása.

### Zálogjog a római jog forrásaiban
A zálogjogot a római jogi források „nem más dologi jogi jogosultságok mellett, hanem különböző helyeken tárgyalják, minthogy a római jog még nem ismerte az idegen dologbeli jogok (iura in re aliena) középkori kategóriáját. A gaiusi Institutiones rendszerében a zálogjog ennek megfelelően nem rendelkezik önálló sedes materiaevel, Gaius a pignusszal csak más témák (például tulajdonátruházás, lopás stb.) kapcsán foglalkozik. Iustinianus Institutiói a per tangentem említések mellett két helyen foglalkoznak részletesebben a pignusszal és a hypothecával: előbb a reálszerződéseknél (3, 14, 4), de különösen a perjogi részben az actiók taglalása során (4, 6, 7) . A Digesta (D.) 13, 7.  és a Codex Iustinianus (C.) 4, 24.  titulusainak tárgya a zálogszerződésből keletkező actio pigneraticia, a D. 20, 1-6.  és a C. 8, 13-34. titulusai pedig lényegesen bővebben és kimerítően magát a zálogjogot tárgyalják.” (Földi András-Hamza Gábor: A római jog története és institúciói – Brósz Róbert és Pólay Elemér tankönyvének alapulvételével, Budapest 2000 (5. kiadás), 369.)

### Zálogjog a germán jogban
A germán jogban a dologi biztosíték legrégebbi formája az ún. ältere Satzung volt, amelynek értelmében a hitelező megszerezte a zálogtárgy gyümölcsszedési joggal egybekötött birtokát (leibliche Gewere) és az adós nemfizetése esetén a zálogtárgy tulajdonjogát is. Kezdetben csak ingó, később ingatlan dolog is lehetett a tárgya. Lényegében tehát ún. lex commissoriával egybekötött kézizálogjogról van szó. Az ältere Satzungnak két alfaja volt: az Ewigsatzung és a Totsatzung. Előbbi esetében a hitelező a zálogtárgy gyümölcseit elszámolási kötelezettség nélkül szedhette, utóbbi esetben elszámolási kötelezettséggel. Az előbbi esetben tehát a gyümölcsök értékét nem számították be a biztosított követelés értékébe, a gyümölcsszedési jog nem a tartozás törlesztését szolgálta. Az Ewigsatzung tehát még nem tiszta zálogjog, hanem haszonélvezeti jog volt. (A középkori francia szokásjogban, a droit des coutumes-ben a Totsatzungnak megfelel a vif-gage vagy vivum wadium (élő zálog), az Ewigsatzungnak a mort-gage vagy mortuum wadium (holt zálog). A középkorban a kolostorok szinte hitelintézetként működtek, „fogyasztási kölcsönöket” nyújtva a megszorult földesuraknak, akik földjeik egy részét a hitel fejében elzálogosították a kolostornak vagy úgy, hogy az elzálogosított birtok jövedelmeit (gyümölcseit) levonták a kölcsönzött tőkéből vagy enélkül. III. Sándor pápa megtiltotta a mort-gage melletti egyházi hitelezést, erkölcstelennek bélyegezve azt.)
A germán jog jelzálogjoga az ún. neuere Satzung volt. Ekkor a hitelező csak várományt szerez a birtokra (anwartschaftliche Gewere), a zálogjog alapítása valamilyen formálaktussal, később a városi könyvekbe (Stadtbücher) történő bejegyzéssel történt.

### Zálogjog a német jogban
A német polgári törvénykönyv (BGB) a zálogjog négy fajtáját szabályozza: az ingó dolgon alapítható kézizálogjogot (Pfandrecht an beweglichen Sachen), a jogon alapítható zálogjogot (Pfandrecht an Rechten), az ingatlanon alapítható járulékos jelzálogjogot (Hypothek) és az ingatlanon alapítható nem járulékos jelzálogjogot, vagyis a telekadósságot (Grundschuld). A jogon alapított zálogjogra vonatkozó címen belül helyezkednek el a követelésen alapított zálogjogra vonatkozó szabályok is. Mivel a német ptk. nem ad lehetőséget ingó jelzálogjog alapítására, illetve a követelés elzálogosítása a követelés adósának értesítéséhez kötött, a gyakorlatban rendkívül elterjedtek az ún. fiduciárius hitelbiztosítékok: a biztosítéki tulajdonátruházás (Sicherungsübereignung) és a biztosítéki engedményezés (Sicherungsabtretung). Az ingatlanok körében a járulékos jelzálogjog elvesztette gyakorlati jelentőségét, a banki gyakorlat szinte kizárólag a telekadósságot alkalmazza. (A német jelzálogbankok komoly lobbitevékenységet folytatnak a nem járulékos ingatlan jelzálogjog mintájára kialakítandó, európai szintű, szupranacionális ingatlan jelzálogjog (Eurohypothek, Euromortgage) bevezetése érdekében.)

### Zálogjog az angol jogban
Az angol jogban a zálogjognak négy típusa különböztethető meg: a mortgage, a pledge, a charge és a lien. A mortgage tartalmát tekintve biztosítéki tulajdon-átruházás, a hitelező megszerzi a vagyontárgy tulajdonjogát azzal a kikötéssel, hogy a tartozás kiegyenlítésekor a tulajdonjogot visszaruházza az adósra. A pledge kézizálogjog (possessory security), a charge pedig jelzálogjog (non-possessory security). A lien nem tulajdonképpeni értelemben vett zálogjog, inkább visszatartási jog, ráadásul jellemzően ex lege keletkező visszatartási jog.

### Zálogjog a francia jogban
A francia polgári törvénykönyv (Code civil) ingatlanok esetében ismeri mind a jelzálogjogot (hypothèque) , mind a kézizálogjogot (antichrèse). Ingók esetében elvileg csak a kézizálogjog (gage) ismert, valójában azonban számtalan ingó dolgon alapítható jelzálogjog is. A francia jogalkotó nem általános jelleggel tette lehetővé az ingó jelzálogjogot, hanem kazuisztikus jelleggel, speciális törvényekben. „Az első ingó jelzálogjogot a jogalkotó 1874-ben teremtette meg a tengeri hajók esetében (hypothèque maritime), ezt követte 1917-ben a folyami hajókon alapítható jelzálogjog (hypothèque fluviale), majd 1924-ben a repülőgépeken alapítható jelzálogjog (hypothèque aérienne). 1898-ban fogadta el a törvényhozás a kereskedelmi üzleten alapított jelzálogjogot (nantissement du fonds de commerce), az 1934. évi loi Malingre pedig lehetővé tette a hitelre vásárolt gépkocsikon, az eladó, illetve a finanszírozó javára alapított jelzálogjogot (gage des véhicules automobiles). 1944-ben a filmek jelzáloggal terhelését is lehetővé tették (nantissement des films cinématographiques). E listát tovább lehetne folytatni, a francia jogalkotó számtalan ingó jelzálogjogot (és ezzel együtt számtalan ingó jelzálogjogi nyilvántartást) teremtett mindazon esetekben, ahol ilyen igény felmerült és a hitelt igénylő nem nélkülözheti a zálogtárgy birtokát. A jogalkotó e zálogjogi formákat kézizálogjognak (nantissement, gage) nevezi, a szakirodalom azonban elismeri, hogy a birtokbaadás fikciója helyett helyesebb volna ingó jelzálogjogokról beszélni.” (Csizmazia Norbert: Tulajdon mint biztosíték?, ld. Irodalom) Az ingó és az ingatlan kézizálogjog (gage és antichrèse) összefoglaló neve: nantissement.

### Zálogjog a zsidó jogban
- Tóra: tilalmakat tartalmaz a zálogtárgyra, illetve a zálogtárgy birtokbavételének módjára nézve

- S'mot (Mózes második könyve, Kivonulás könyve) שמות
XXII, 25: Ha embertársad köntösét zálogba veszed, napszálltakor add vissza neki.
- D'várim (Mózes ötödik könyve, Második törvénykönyv) דברים
XXIV, 6: Ne vedd el zálogba a kézi malmot, sem a felső malomkövet, mert ez annyi volna, mint ha magát az életet vennéd el zálog gyanánt.
XXIV, 11-13: Állj meg kint, s akinek kölcsönt adsz, az hozza ki neked a zálogot. Ha szegény, ne térj nyugovóra zálogával. Napnyugtakor vidd neki vissza a zálogot, hogy köntösében fekhessen le és áldjon téged. Ez igaz tettnek számít majd az Úr, a te Istened színe előtt!
A D'várim 15,1 szerint minden hetedik évben (ún. s'mita év) el kell engedni a tartozásokat, azonban a Talmud Gittin traktátusa (37) szerint kivételt képeznek azok a tartozások, amelyeket zálogjoggal biztosítottak.
- Kitzur Sulchan Aruch (R. Slomo Ganzfried: A Sulchan Aruch kivonata dr. Singer Leó főrabbi fordításában, Budapest 1988)

179. fejezet: A kölcsön szabályai הלכות הלואה
7. Aki zálogra ad kölcsönt, óvakodjék attól, hogy azt használja, mert az olyan volna, mintha kamatot venne. Ha a szegénynek ásójára, fejszéjére, vagy hasonlóra ad kölcsönt, aminek több a kölcsöndíja és kevesebb a kopáskára, bérbeadhatja az adós engedélye nélkül is és behajthatja a bérlete díját a maga követelésére, mert általában feltehető, hogy ez az adósnak is kellemes. De van, aki azt mondja, hogy csakis másoknak adhatja bérbe, mert meggyanúsíthatnák, hogy ingyen használja kölcsöne miatt.
8. Ha a hitelező nem a kölcsönzés idején, hanem később akar zálogot venni az adóstól, csakis törvényszék (három tóratudós) szavára teheti.
12. Amint óvatosan kell, hogy az ember őrizze másnak a rábízott jószágát, ép oly gondosan kell őriznie a nála letett zálogot, mert olybá számít, mintha fizetett őre volna a zálognak. És miként a megbízott nem adhatja át másnak őrizetre a rábízott letétet […], akként a hitelezőnek sem szabad másnak a kezére bízni a zálogot, sem elzálogosítani a tulajdonos beleegyezése nélkül.
13. Ha valaki zálogra ad kölcsönt felebarátjának azzal, hogy ha a meghatározott időre meg nem fizeti, a zálogtárgya a hitelező tulajdonába jut, ügyeljen arra, hogy már a kölcsönadás alkalmával jelentse ki neki: „ha a meghatározott időre a zálogot ki nem váltod, az már mostantól kezdve az én tulajdonom”.
- A mai izraeli jog is ismeri mind a kézizálogjogot (mashkon משכן), mind a jelzálogjogot (mashkanta משכנתא). A tórai szövegek is az előbbi kifejezést használják.

## Zálogjog a magyar jogban

### A zálogjog helye a magánjog rendszerében
A zálogjog Janus-arcú jogintézmény: egyfelől abszolút szerkezetű jogviszony, amelynél fogva a jogosultat minden, a zálogtárgyat birtokló személlyel szemben megilleti a kielégítési jog (pontosabban: függetlenül attól, hogy a zálogtárgy kinek a birtokában van), másfelől relatív szerkezetű jogviszony a zálogjogosult és a zálogkötelezett között. A zálogjog előbbi aspektusát döntően kógens, eltérést nem engedő, utóbbi aspektusát döntően diszpozitív, eltérést engedő szabályozás jellemzi. A zálogjog szabályozásának helye előbbi szempontból a Ptk. dologi jogi, utóbbi szempontból a Ptk. kötelmi jogi könyve kellene, hogy legyen. Míg a hatályos Ptk. (1959. évi IV. tv. ) a kötelmi jogban, a szerződés biztosítékai között szabályozza a zálogjogot, addig az új Ptk. – az új Ptk. koncepciójában foglaltak szerint – részben vagy egészben a dologi jogi könyvbe helyezné át a zálogjogi szabályozást.

### A magyar zálogjogi szabályozás reformja
A hatályos Ptk. szabályozása a rendszerváltozás óta kétszer is alapvetően megváltozott: az ún. első zálogjogi novella (1996. évi XXVI. tv.) és az ún. második zálogjogi novella (2000. évi CXXXVII. tv.) hatására. A reformok hátterében jelentős részben a Európai Újjáépítési és Fejlesztési Bank (EBRD) 1997-ben elfogadott modelltörvénye állt. A zálogjogi novellák alapvető újítása az ingókon alapítható jelzálogjog bevezetése volt. Szintén az EBRD modelltörvénye alapján került sor a vagyont terhelő zálogjog meghonosítására. (Ez ugyan némileg emlékeztet az angol jogból ismert lebegő zálogjogra - floating charge -, de korántsem azonos azzal.) Bevezették továbbá a novellák az önálló, azaz nem járulékos zálogjogot, mintegy felélesztve a két világháború közötti magyar magánjogból ismert telekadósság intézményét, azzal a különbséggel, hogy utóbbi csak ingatlanok esetében és csak jelzálogjog formájában volt alapítható.
A hatályos Ptk. a következő zálogjog-fajtákat szabályozza:
1. zálogjog dolgokon:
  - jelzálogjog:
    - ingó dolgokon,
    - ingatlanon,

  - kézizálogjog
2. vagyont terhelő zálogjog
3. zálogjog jogon, követelésen
4. önálló zálogjog.

## Zálogjog-alapítás
A zálogjog jogügyleti alapítása ún. zálogszerződéssel és kézizálogjog esetén birtokbaadással (a zálogtárgy átadással), jelzálogjog esetén a megfelelő nyilvántartásba (ingatlan-nyilvántartás, zálogjogi nyilvántartás) való bejegyzéssel történik.
A zálogszerződés jellegét a hatályos Ptk. homályban hagyja, a régi magyar magánjog még egyértelmű volt e tekintetben: a zálogszerződés ún. dologi szerződés (dinglicher Vertrag / dingliche Einigung), amely nem kötelezettséget alapít meg (mint a kötelmi jogi szerződések), hanem közvetlenül dologi jogi jogváltozás kiváltására irányul. A zálogszerződés tehát nem kötelező, hanem rendelkező ügylet.
(Vö. Verfügungsgeschäft)
A jelzálogjog megalapításához szükséges bejegyzés ingatlanok és lajstromozott ingók (repülőgépek, hajók) esetében reálfólium-, ingók esetében perszonálfólium-típusú nyilvántartásba történik. Reálfólium az ingatlan-nyilvántartás (régi magyar jogban: telekkönyv), a hajólajstrom, a repülőgéplajstrom, illetve a különböző iparjogvédelmi lajstromok. E nyilvántartások teljeskörűen és közhitelesen tartalmazzák valamennyi ingatlan, illetve lajstromozott ingó adatait, míg az ingó jelzálogjogokról vezetett perszonálfólium-típusú nyilvántartás (közjegyzői nyilvántartás) a zálogadós személye szerint vezetett nyilvántartás.
Lajstromok:
-	úszólétesítmények lajstroma, régi nevén: hajólajstrom (a vízi közlekedésről szóló 2000. évi XLII. törvény , 11. § (6) A lajstromba bejegyzett úszólétesítményt terhelő jelzálogjogot a lajstromba be kell jegyeztetni. A jelzálogjogot csak külön jogszabályban meghatározott közjegyzői okiratba foglalt zálogszerződés vagy a zálogjogviszony létesítésére irányuló bírósági vagy más hatósági határozat alapján lehet bejegyeztetni.),
-	légijármű-lajstrom (a légi közlekedésről szóló 1995. évi XCVII. törvény , 12. § (6) A lajstromba vett légijárműre – a lajstromba történt bejegyzéssel – jelzálogot lehet alapítani.),
-	szabadalmi lajstrom (a találmányok szabadalmi oltalmáról szóló 1995. évi XXXIII. törvény , 25. § (2) Jelzálogjog alapításához a zálogszerződés írásba foglalása és a jelzálogjognak a szabadalmi lajstromba való bejegyzése szükséges.),
-	védjegylajstrom (a védjegyek és a földrajzi árujelzők oltalmáról szóló 1997. évi XI. törvény ) 20. §: „A védjegyhez kapcsolódó és a védjegyoltalomból eredő jogok megterhelhetők. Jelzálogjog alapításához a zálogszerződés írásba foglalása és a jelzálogjognak a védjegylajstromba való bejegyzése szükséges.”),
-	mintaoltalmi lajstrom (a formatervezési minták oltalmáról szóló 2001. évi XLVIII. törvény , 21. § (1) A mintához kapcsolódó és a mintaoltalomból eredő jogok – a szerző személyhez fűződő jogai kivételével – átszállhatnak, átruházhatók és megterhelhetők. Jelzálogjog alapításához a zálogszerződés írásba foglalása és a jelzálogjognak a mintaoltalmi lajstromba való bejegyzése szükséges.)
A lajstromok köre bővíthető lenne. Hitelezővédelmi szempontból alapvető hiányossága például a magyar jogrendnek, hogy a kft.-üzletrész elzálogosítását nem kell bejegyezni a cégjegyzékbe, holott a cégjegyzék rendelkezik mindazokkal a tulajdonságokkal, amelyek alkalmassá tennék arra, hogy lajstromként funkcionáljon és ezáltal harmadik személyek (a potenciális hitelnyújtók) tudomást szerezhessenek arról, hogy a fedezetül felajánlott kft.-üzletrészt a kft. tagja elzálogosította-e már másnak vagy sem.

## Zálogjog a felszámolási eljárásban
A csődjog (fizetésképtelenségi jog) eltérően kezeli a zálogjogot az egyes jogrendszerekben. Négy alapvető szabályozási modell különböztethető meg:
- A zálogjogosult a klasszikus felfogás szerint ún. szeparatista a fizetésképtelenségi eljárásban, vagyis a zálogtárgy nem része a felszámolási vagyonnak, a felszámolási eljárás megindulásától függetlenül a záloghitelező továbbra is változatlanul érvényesítheti jogait. Ez a helyzet ma is például a holland csődjogban és alapvetően az angol csődjogban is.

- Ehhez képest némileg kedvezőtlenebb a zálogjogosultra nézve az a szabályozási modell, amely szerint nem szeparatista, hanem csupán külön kielégítésre jogosult hitelező. Eszerint a zálogtárgy a felszámolási vagyon része, alapvetően a felszámoló jogosult a zálogtárgy értékesítésére, de a befolyt vételár csak a zálogjogosult követelésének kielégítése után szolgálhat egyéb hitelezői követelések kielégítésére. A zálogtárgy tehát egyfajta különvagyon az általános felszámolási vagyonon belül. Ilyen szabályozást tartalmaz például a német csődrendelet (Insolvenzordnung) vagy a spanyol csődtörvény (Ley concursal).

- Lehetséges továbbá a külön kielégítési jog korlátozása a zálogtárgy felszámoló általi értékesítésekor befolyt vételár bizonyos hányadára. Ilyen volt a 2001 és 2007 között hatályos magyar szabályozás.

- A zálogjogosultra legkedvezőtlenebb szabályozási modell az, amely a zálogjogosult dologi jogát kötelmi joggá fokozza le a felszámolási eljárásban, a zálogjoggal biztosított követelést besorolja a kielégítési rangsorba, meghatározott követelésekhez képest azonban elsőbbséget biztosít neki. Ilyen például az orosz csődtörvény szabályozása.

A régi magyar csődtörvény (1881:XVII. tc.  Archiválva 2007. november 7-i dátummal a Wayback Machine-ben) szerint „A csődnyitás hatályának kezdete előtt szerzett zálog-, megtartási- vagy visszakövetelési jognak a tömeghez tartozó dolgokra vagy jogokra leendő érvényesítése végett, a végrehajtást a csődnyitás után is el lehet rendelni és azt foganatositani. A hitelezőnek a csődnyitás előtt szerzett azon jogán, mely szerint az magát a zálogból birói közbenjövetel nélkül is kielégítheti, a csődnyitás által változás nem történik.” (13. §)
A magyar csődtörvény (1991. évi XLIX. tv. ) 2007. január 1-jéig hatályos szövege korlátozott külön kielégítési jogot biztosított a zálogjogosultnak, méghozzá a zálogtárgy értékesítése során befolyt vételár 50%-ának erejéig, feltéve, hogy a zálogjog legalább 1 évvel a felszámolás kezdő időpontja előtt keletkezett. A vételár fennmaradó 50%-ára a zálogjogosult hitelező csak a felszámolási költségek kielégítése után tarthatott igényt.
2007. január 1-jén léptek hatályba a 2006. évi VI. törvény zálogjogi szabályai, ezek – a nyugat-európai jogrendszerekkel összhangban – a zálogjog dologi hitelbiztosítéki funkcióját tiszteletben tartva kedvezőbb bánásmódban részesítik a zálogjogosult hitelezőt: megszűnt a külön kielégítési jognak a felszámolás kezdő időpontja előtt legalább 1 évvel keletkezett zálogjoggal biztosított követelésekre korlátozása és a külön kielégítési jog csak a vagyont terhelő zálogjoggal biztosított követelések esetében korlátozódik a zálogtárgy értékesítéséből befolyt bevétel 50%-ára, egyébként csak a zálogtárgy biztosításának (megőrzésének), értékesítésének költsége és a felszámoló arányos díja vonható le a bevételből.

## Jelzáloghitel
Olyan hitelfajta, melynek fedezetéül az ügyfél egy vagy több ingatlant ajánl fel a bank részére, amely(ek)re az jelzálogjogot jegyeztet be. A bank kockázata így alacsonyabb, mivel nemfizetés esetén a bank jogosult a felajánlott ingatlanokat értékesíteni, hogy visszakapja pénzét. Az ilyen hitelek összege általában magas (jellemzően 5 millió forint feletti), futamidejük hosszú (akár 35 év is lehet). A hitelbírálat ideje hosszabb (2-6 hét). Kamatozásuk jóval alacsonyabb, mint a nem jelzálog fedezetű hitelnél. A hitel célja alapján az ingatlanfedezetes hiteleknek több fajtája van, pl. ingatlan vásárlás, építés vagy felújítás.

### Szabad felhasználású jelzáloghitel
Olyan hitel, melyet az ügyfél tetszőlegesen felhasználhat, a hitelösszeg bármire elkölthető. A hitel fedezete a hitelfelvevő által felajánlott ingatlan, melyre a bank jelzálogjogot jegyez be.
A 2010-03-01 után kötött nem lakáscélú szerződéseknél részleges vagy teljes előtörlesztés (végtörlesztés) esetén külön díj nem kerül felszámításra, ha a fennálló tartozás nem haladja meg az 1.000.000 Ft-ot és az ezt megelőző tizenkét hónapban előtörlesztés nem volt.

## Szakirodalom